# Torpedo suessii
Torpedo suessii  (лат.) — вид скатов рода гнюсов семейства гнюсовых отряда электрических скатов. Это хрящевые рыбы, ведущие донный образ жизни, с крупными, уплощёнными грудными и брюшными плавниками, образующими диск, коротким и толстым хвостом, двумя спинными плавниками и хорошо развитым хвостовым плавником. Подобно прочим представителям своего семейства способны генерировать электрический ток. Обитают в западной части Индийского океана. Размножаются яйцеживорождением. Максимальная зарегистрированная длина 29,1 см. Не представляют интереса для коммерческого рыболовства. 

## Таксономия
Впервые новый вид был описан в 1898 году австрийским зоологом Францем Штейндахнером. Синтипы: неполовозрелый самец и самка длиной 30 см, пойманные у берегов Йемена. Возможно учёный назвал новый вид в честь своего друга Эдуарда Зюсса (1831—1914), который посоветовал ему исследовать ископаемых рыб. 
Torpedo suessii ранее считали младшим синонимом Torpedo sinuspersici. В других источниках этот вид рассматривался как самостоятельный, однако, сохранялась версия, согласно которой Torpedo suessii рассматривали как синоним индо-тихоокеанского электрического ската. в 2002 году было признано невозможным, чтобы витиеватая окраска Torpedo suessii могла трансформироваться в типичную бело-пятнистую окраску индо-тихоокеанского электрического ската.

## Ареал
Torpedo suessii обитают в западной части Индийского океана, в Красном море у побережья Йемена. 

## Описание
Грудные плавники этих скатов формируют почти овальный диск. По обе стороны головы сквозь кожу проглядывают электрические парные органы в форме почек. Позади маленьких глаз расположены брызгальца. На нижней стороне диска расположены пять пар жаберных щелей.
Хвост короткий и толстый, оканчивается небольшим треугольным хвостовым плавником. Два небольших спинных плавника сдвинуты к хвосту.

## Биология
Подобно прочим представителям своего отряда эти скаты способны генерировать электричество. Они размножаются яйцеживорождением. 

## Взаимодействие с человеком
Torpedo suessii не представляют интереса для коммерческого рыболовства. Данных для оценки Международным союзом охраны природы статуса сохранности вида недостаточно. 